# ثيوفورمالدهيد
ثيوفورمالدهيد هو مركب كبريت عضوي صيغته CH2S، وهو يشبه بنيوياً مركب الفورمالدهيد (الميثانال)، ولكن تحل فيه ذرة كبريت مكان ذرة الأكسجين.

## الوفرة الطبيعية
من النادر العثور على مركب ثيوفورمالدهيد في الشروط الطبيعية على الأرض، إذ سرعان ما يتبلمر إلى مركب تريثيان الحلقي. ولكن يعثر على هذا المركب في الكون في الوسط بين النجمي، حيث تمكن العلماء من دراسة خواصه الطيفية.